# Wim en Hans Anker
Willem (Wim) en Johannes (Hans) Anker (Leeuwarden, 27 februari 1953) zijn twee bekende Nederlandse strafpleiters. In 1991 hebben zij in Leeuwarden het advocatenkantoor Anker & Anker Strafrechtadvocaten opgericht.

## Levensloop
De tweeling werd geboren in het ziekenhuis van Leeuwarden. Wim is de oudste van de twee, Hans kwam vijftien minuten later. Hun ouders woonden in 1953 op Schiermonnikoog. Vader Jacobus Anker was achtereenvolgens (waarnemend) burgemeester van Vlieland, Schiermonnikoog, Utingeradeel en Workum. Na de lagere school volgden ze de mulo in Akkrum en nog drie jaar HBS-A in Leeuwarden.
Ze studeerden rechten aan de Rijksuniversiteit Groningen van 1972 tot 1977. Hierna verhuisde Wim naar de Randstad om als ambtenaar op het ministerie van Justitie te werken. Hij was beleidsmedewerker van de directie TBR en reclassering. Hans ging lesgeven, recht en maatschappijleer op een meao. In 1979 werd Hans advocaat in Leeuwarden. Wim kwam vanaf 1981 in dienst bij een ander kantoor in Leeuwarden. In 1991 begonnen de broers voor zichzelf met het kantoor Anker & Anker Strafrechtadvocaten te Leeuwarden.
Het kantoor Anker & Anker behandelt enkel strafzaken en noemt zichzelf een principieel kantoor met een sociaal gezicht. Het kantoor behandelt veel zogenaamde pro-Deozaken. De broers staan veel personen bij die verdacht worden van een levensdelict. Ze zijn gespecialiseerd in tbs-zaken en zaken waarin levenslang een rol speelt. Ze hebben jarenlang gestreden voor een betere rechtspositie van TBS-ers en levenslanggestraften. 
Beide broers zijn lid van de Nederlandse Vereniging voor Strafrechtadvocaten NVSA. Zij geven al ruim twintig jaren cursussen aan advocaten over straf(proces)recht in het gehele land. Daarnaast geven zij al vanaf 1981 lezingen over hun werk als strafpleiter in Nederland. Wim Anker is vanaf 2016 begonnen met het geven van theatercolleges over de rol en taak van de strafpleiter. Hij gebruikt daarbij beelden uit de vier documentaires die door de NCRV over het kantoor zijn gemaakt. 
In april 2020 kondigden de gebroeders Anker aan eind 2021 als actief advocaat te stoppen. Het kantoor is overgedragen aan hun kantoorgenoten, de gebroeders blijven betrokken als adviseur.

## Stijl
Het kantoor Anker & Anker verdedigt cliënten uit heel Nederland. Soms zijn deze geweigerd door andere advocaten. Het principe dat iedereen volgens de grondwet recht heeft op rechtsbijstand maakt dat ze ook zaken aannemen waarbij voor het publiek de schuld duidelijk vaststaat. Ze ontvangen daardoor vaak bedreigingen. Tijdens de CP'86 zaak werd het kantoorpand bekogeld met toiletpapier. Vanuit hun principiële houding dat de rechtstaat gebaat is bij een eerlijk proces doen ze meer dan zestig procent van hun strafzaken pro Deo. De Ankers zijn wars van uiterlijk vertoon en een dure levensstijl. Hun grote betrokkenheid bij de cliënten maakt dat zij zo nu en dan langgestraften blijven bezoeken, nadat deze veroordeeld zijn. In de rechtszaal pleiten ze met vuur waarbij ze altijd staande betogen. Hierbij gebruiken ze vaak hun gebalde vuist om hun pleidooi kracht bij te zetten. 
Wim Anker won de Duidelijke taalprijs 2012 van het Taalcentrum van de Vrije Universiteit omdat hij zijn woorden goed afstemt op een breed publiek en zijn manier van spreken aanzet tot luisteren. Bovendien houdt de strafrechtadvocaat zich verre van juridisch jargon, maakt hij bondige zinnen en spreekt hij beeldend.

## Belangrijke strafzaken
- Robert M., de grote zedenzaak in Amsterdam;
- Moord op Milly Boele te Dordrecht;
- Johnny B., "de pyromaan van 't Zandt";
- Ferdi Elsas, de moordenaar van Gerrit Jan Heijn;
- Martha U., "de Engel des Doods";
- Richard Klinkhamer, de schrijver die zijn vrouw heeft omgebracht;
- A7-blokkeerders: 'blokkeerfriezen' waaronder Jenny Douwes;
- Ex-marinier Paul S., familiedrama in Kerkrade met vier doden;
- De Volendamse caféhouder Jan Veerman (Volendambrand);
- Theo H., Nederlands recordhouder tbs (sinds 1960);[2]
- CP'86, extreem rechtse partij verdacht van discriminatie;
- Albert Heringa die zijn 99-jarige moeder hielp bij zelfdoding (voltooid leven);
- HIV-zaak te Groningen;
- Marian van der E., dubbele pensionmoord in Anjum;
- Ex-Hells Angel Louis H., veroordeeld voor drie levensdelicten;
- Seriemoordenaar Hans van Z. uit Utrecht (levenslang);
- Koos H., Haagse portier (levenslang);
- Gebroeders R., veroordeeld voor drie moorden tot levenslang;
- Bijstand aan politiefunctionarissen na (schiet)incidenten;
- Bijstand aan verpleegkundige van het Wilhelmina Ziekenhuis Assen die tijdens de coronaperiode twintig patiënten zou hebben laten overlijden; geseponeerd in april 2024.[3][4][5]

De mooiste zaken vinden de broers principiële zaken, proefprocessen, grensverleggende zaken. Zo bereikten zij via de Hoge Raad dat bij snelheidsovertredingen een correctie van 3% moet worden toegepast. Ook bestreden zij het algemene rookverbod in de NS treinen. Op zedengebied zorgde de zaak van de zogenaamde slaapverkrachter voor een wetswijziging. Tevens behandelden zij tientallen zaken op het grensvlak van leven en dood (euthanasie, hulp bij zelfdoding en voltooid leven).

## Televisie
Ze werden ruim twee en een half jaar gevolgd door de NCRV voor de documentaire van Dokument met de titel Anker en Anker. Daarna volgden nog twee documentaires van de hand van Meral Uslu en Maria Mok over levenslang en de zaak Robert M. In die laatste zaak werden Wim Anker en zijn kantoorgenoot Tjalling van der Goot gevolgd. De documentaire 'De verdediging van Robert M.' kreeg de prijs als beste documentaire van 2014 van De tv-beelden.
In 2005 was Wim Anker gast in het programma 'Zomergasten'. Tevens was Wim in 2012 hoofdgast in het programma 'College Tour'. Voor het programma 'Recht van Spreken' van Omroep Max zijn Hans en Wim gezamenlijk geïnterviewd.

## Andere activiteiten

### Akkrum
De broers zijn actief in het verenigingsleven van Akkrum. Zij zijn al meer dan veertig jaar lid van de activiteitencommissies Sportreal en later ANC. Over al die activiteiten heeft Hans het fotoboek 'Met Hart en Ziel' het licht doen zien. Hij stelde dit samen gedurende zijn revalidatieperiode na een ernstig ongeval in december 2013.

### SC Heerenveen
Beiden zijn fanatiek supporter van sc Heerenveen. waar hun dorpsgenoot Foppe de Haan jarenlang trainer was. Zij hebben al meer dan veertig jaar een seizoenskaart. Ook hebben zij zich ingezet om het vrouwenvoetbal te behouden.

### Levenslied
De broers treden meer dan eens op als vertolkers van het levenslied. Ze zijn te horen op meerdere cd's, waaronder de cd 'Heerenveen foar Altyd'. Dit nummer zongen zij bij het afscheid van Foppe de Haan in 2004 op de middenstip van het Abe Lenstra Stadion samen met het dweilorkest De Glasblazers uit Heerenveen.

## Onderscheiding
Wim werd in 2015 door vakgenoten verkozen tot Meest gewaardeerde advocaat. Op 7 oktober 2016 ontvingen de broers elk de onderscheiding officier in de Orde van Oranje-Nassau. Volgens de broers zijn er maar weinig juristen die zowel advocaat als officier zijn. 

## NVSA Anker & Ankerprijs
Nadat Wim en Hans Anker per 1 januari 2022 met pensioen gingen, stelde de Nederlandse Vereniging Van Strafrechtadvocaten (NVSA) de NVSA Anker & Ankerprijs in; een tweejaarlijkse prijs om het belang van de rechtsstaat en een goed functionerende strafrechtadvocatuur te onderstrepen. De prijs werd in december 2022 voor het eerst uitgereikt aan SP-politicus Michiel van Nispen, die zich volgens de NVSA in de politiek succesvol inzet voor het belang van de rechtsstaat en het belang van een sterke advocatuur, met name de sociale advocatuur.
In december 2024 mocht rechtbankverslaggeefster Saskia Belleman de prijs in ontvangst nemen: "Belleman legt al jarenlang het recht en het belang van de rechtsstaat uit aan het publiek – en daarmee ook de rol van de strafadvocatuur. En dat bij een medium waarvan de lezers bepaald niet altijd begrip kunnen opbrengen voor het werk van strafadvocaten. Dat maakt haar werk misschien nog belangrijker."